# Veteran de război
Veteran (din latină veteranus prin franceză vétéran) era denumirea dată unui ostaș roman liberat după terminarea serviciului militar în armata romană, care obținea la liberare o serie de privilegii, fiind împroprietărit și declarat cetățean roman (în cazul când nu era mai dinainte).

## În România

În România, prin legile nr. 49/1991 și nr. 44/1994 se stabilește că au calitatea de veteran de război persoanele care au participat la Primul Război Mondial sau al Doilea Război Mondial în armata română și s-au aflat într-una din următoarele situații:
- au luptat în unități militare – subunități, mari unități sau comandamente – la diferite eșaloane ori au făcut parte din formațiunile logistice, astfel cum sunt prevăzute în Nomenclatorul Marelui Stat Major;
- au acționat în unitățile speciale din zona interioară la dezamorsarea proiectilelor, precum și la curățarea teritoriului de mine până la 31 decembrie 1946;
- au fost comandanți militari sau comandanți ai gărzilor militare ori membri în comisiile militare de control și recepție în întreprinderi furnizoare de material de război, prevăzute în Nomenclatorul Marelui Stat Major;
- au luptat pe teritoriul național vremelnic ocupat de inamic, împotriva acestuia, în unități ori formațiuni constituite, recunoscute ca atare de Marele Stat Major;
- au făcut parte din justiția militară, poliția militară, jandarmerie, din unități de pompieri militari și companii de poliție din cadrul Ministerului de Interne, care au acționat în zona de operațiuni ori s-au aflat în unități sau formațiuni constituite și au acționat în timpul războiului, în perioadele arătate în Nomenclatorul Marelui Stat Major;
- au devenit invalizi de război;
- au fost prizonieri de război.

Sunt considerate, de asemenea, veterani de război, persoanele care au participat la primul sau al doilea război mondial, după cum urmează:
- cetățenii români din orice teritoriu care s-au înrolat voluntar și au luptat în rândurile armatelor Națiunilor Unite;
- locuitorii din provinciile românești, vremelnic ocupate în perioada 1940 – 1945, care au fost încorporați sau mobilizați în mod obligatoriu și au luptat în armatele altor state, în cazul în care și-au păstrat sau redobândit cetățenia română și domiciliul în România;
- persoanele de naționalitate germană care au fost încadrate obligatoriu în unități ale armatei germane, în cazul în care și-au păstrat sau redobândit cetățenia română și domiciliul în România.